# Цветель (річка)
Цветель (біл. Цвецень) — річка у Молодечненському районі, Мінська область, Білорусь. Права притока Березини (басейн Німану).

## Опис
Довжина річки 14 км, похил річки 1,8 м/км, площа басейну водозбору 94 км². Формується безіменними струмками та загатами. Річище на всьому протязі каналізоване. Річка приймає стоки з меліоративної системи.

## Розташування
Бере початок на північний схід від села Малі Кошевники. Тече переважно на південний захід і за 1,5 км на південно-східній стороні від села Полочани впадає у річку Березину, праву притоку річки Німану.